# قصص مصورة رقمية
القصص المصورة الرقمية أو الكوميكس الرقمية هي قصص مصورة أو كومكس يتم إصدارها رقمياً بعكس الطباعة، القصص المصورة الرقمية غالباً ما تأخذ شكل كومكس موبايل [الإنجليزية]. ويب كومكس ربما أيضاً تقع تحت مظلة (المجلة الرقمية).

## الخلفية
مع تزايد استخدام الهواتف الذكية، والأجهزة اللوحية، وشاشات سطح المكتب، بدأ كبار الناشرين بإصدار القصص المصورة والروايات المصورة والمانغا في أشكال رقمية. أدى انخفاض المبيعات وانتهاك حقوق الطبع والنشر إلى قيام بعض الناشرين بإيجاد طرق جديدة لنشر الكومكس، بينما يتكيف آخرون مع العصر الرقمي في حين لا يزالون يحققون نجاحًا كبيرًا باستخدام الكومكس المطبوع. لقد كانت محاولات الناشرين الأمريكيين لإنشاء منصات نشر رقمية للكوميديا المحلية والمانغا أكثر نجاحًا حتى الآن من محاولات نشر المانغا الرقمي في اليابان، والتي كانت تفتقر إلى إستراتيجية متماسكة لإنشاء منصات رقمية ناجحة للنشر، ولها إيرادات ناجحة بالرغم من تأثير المسح غير القانوني. وقد بُذلت بعض المحاولات في اليابان، لكنها فشلت، مثل جي مانغا [الإنجليزية]. في حين اندمج الآخرون مع موزعين أكبر في جميع أنحاء العالم كما في حالة النشر الرقمي لـ سكوير إنكس الذي انضم إلى مجموعة هاشيت للكتاب [الإنجليزية] للتوزيع في أكثر من 200 دولة. وقد أغلقت بعض المنصات الغربية البارزة مثل جرافكيلي [الإنجليزية] بسبب ذهاب المنشئين لمنصة النشر الذاتي بليرب [الإنجليزية].

## ناشرو المحتوى الرقمي المُلاحظون
كوميكسولجي [الإنجليزية] هو نظام كوميكس رقمي قائم على السحابة يوفر مواد من أكثر من 75 ناشرًا ومبدعًا مستقلاً، والتي يمكن شراؤها أو تنزيلها مجانًا. يتضمن كتالوج الناشرين كلاً من الناشرين الغربيين الكبار مثل مارفل كومكس ودي سي كومكس؛ وترجمات مانغا من خلال الناشرين مثل طوكيوبوب [الإنجليزية]. اعتبارًا من عام 2014 أصبحت مملوكة لموقع أمازون.
أطلقت مارفل كومكس خدمة مارفل كومكس ديجيتال الغير محدود [الإنجليزية] في 13 نوفمبر 2007، وهي خدمة اشتراك تسمح للقراء بقراءة العديد من القصص المصورة على الإنترنت من تاريخ مارفل. وتتضمن الخدمة أيضًا إصدارات دورية من القصص المصورة الجديدة غير المتوفرة في مكان آخر. مع إصدار انتقام الرجل العنكبوت [الإنجليزية]، أصبحت مارفل أول ناشر يقدم نسخًا رقمية مجانية كجزء من النسخة المطبوعة من الكومكس.
أطلقت إميج كومكس متجرها «متجر كومكس إميج الرقمي» في عام 2013 وهو جزء من موقع الشركة على الويب. وقد حظيت باهتمام بسبب بيع الكومكس رقميًا الخالي من نظام إدارة الحقوق الرقمية، مما يتيح للمستخدمين تنزيل رسومهم المصورة بتنسيق نسق المستندات المنقولة (PDF) وكتاب النشر الإلكتروني (EPUB) وتنسيقات ملفات أرشيف القصص المصورة لأجهزتهم الإلكترونية المختلفة. كان لديها أيضا إصدارات رقمية حصرية على موقعها على شبكة الإنترنت، ويقدم معاينات من 5 صفحات من قصصها على الإنترنت. كان إميج كومكس أول ناشر كبير يقدم رسومًا رقمية رقمية خالية من نظام إدارة الحقوق الرقمية في الولايات المتحدة، مشيرًا إلى أنه يعتقد أن المستهلكين يجب أن يكونوا قادرين على امتلاك ما اشتروه في حالة وجود مشكلة فنية رئيسية أو ترك السوق تمامًا. وذكر أيضًا أنه لا يعتبر الانتهاك مشكلة كبيرة لأن معظم المستهلكين يشترون رسومًا كاريكاتورية ذات جودة عالية.
منذ عام 2012، عرضت DC Comics بيع قصصها المصورة أو الكومكس من خلال متاجر الكتب الإلكترونية الثلاثة الكبرى: متجر أمازون كيندل ومتجر آي بوكس ومتجر نوك، وكذلك من خلال الموقع www.readdcentertainment.com ومن خلال كوميكسولجي. كان دي سي كومكس أول من عرض تنسيقات متعددة للقراء وتنزيل الإصدارات الرقمية في نفس اليوم مثل نظرائها المطبوعة. وذكرت الشركة أنها ترى المستقبل في القصص المصورة الرقمية، ولكن مبيعاتها الرقمية تساعد أيضا في الكتب المطبوعة.
أطلق دارك هورس كومكس متجره الرقمي عبر الإنترنت في عام 2011 والذي يدعم أجهزة الكمبيوتر وأجهزة آي أو إس وأندرويد. يسمح الموقع بمعاينة أكثر من 2000 كومكس.
تم إنشاء موقع الويب همبل بندل في الأصل في عام 2010 لبيع حزم الألعاب المستقلة إدفع ما تشاء. منذ عام 2012، ما برحت تطرح حزم الكتب إدفع ما تشاء، والتي تضم الآن قصصاً مصورة. كانت أول مجموعة قصص مصورة مخصصة بالكامل في أبريل 2014، حيث استضافت مواد من إميج كومكس. حزم الموقع همبل بندل خالية من نظام إدارة الحقوق الرقمية وتدعم الجمعيات الخيرية.

## روابط خارجية
- Szadkowski, Joseph (يوليو 1، 2000). "Digital Production Comes of Age in the Comic World", مجلة عالم الأنميشن